# 괸츠구

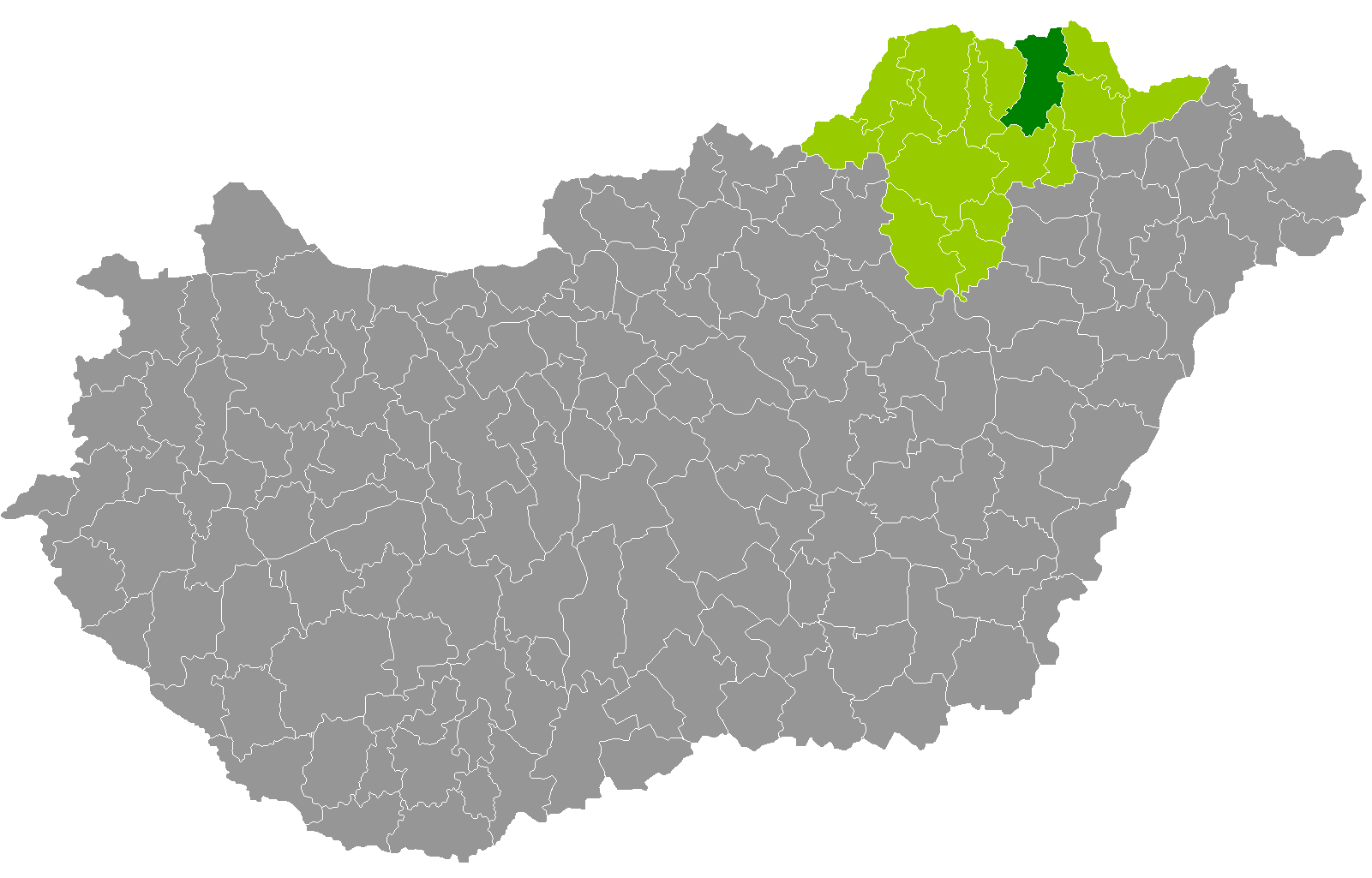
보르쇼드어버우이젬플렌주 지도에 표시된 괸츠구의 위치

괸츠구(헝가리어: Gönci járás)는 헝가리 보르쇼드어버우이젬플렌주에 위치한 구로 구청 소재지는 괸츠이며 면적은 549.67km2, 인구는 19,275명(2011년 기준), 인구 밀도는 35명/km2이다.
동쪽으로는 샤토러여우이헤이구, 샤로슈퍼터크구, 남쪽으로는 토커이구, 세렌치구, 서쪽으로는 식소구, 엔치구와 접하며 북쪽으로는 슬로바키아와 국경을 접한다. 32개 지방 자치체(2개 시, 30개 마을)를 관할한다.

구 문장